# Izumi Šikibu

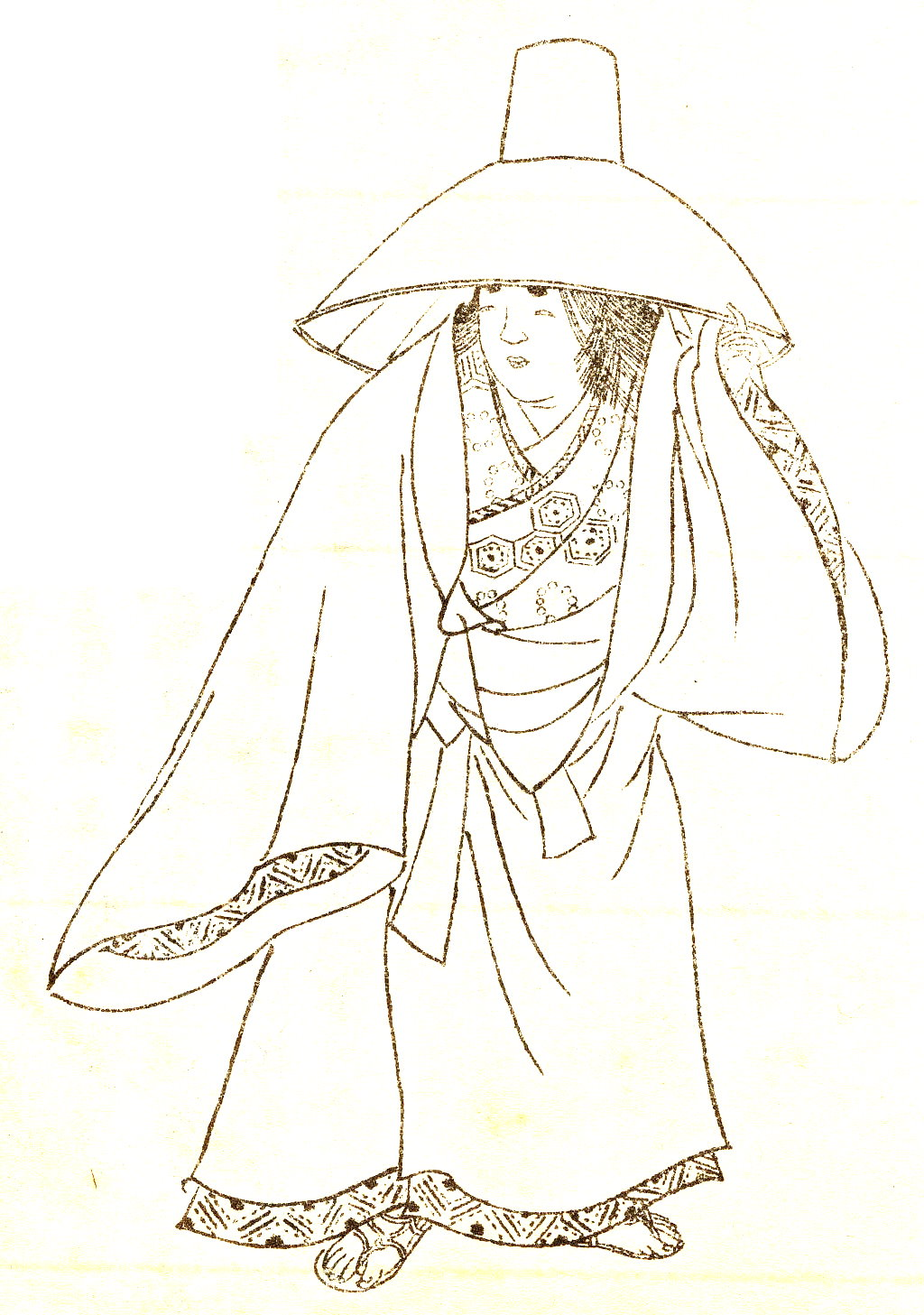
Izumi Šikibu

Izumi Šikibu (和泉式部 , asi 976 – po roce 1033) byla japonská spisovatelka, básnířka a dvorní dáma na císařském dvoře během období Heian.

## Život a dílo
Pocházela ze staré aristokratické rodiny Óe a byla dcerou guvernéra provincie Ečizen. Ve dvaceti letech se provdala za Tačibanu no Mičisadu, guvernéra provincie Izumi a podle této provincie byla také pojmenována. Její skutečné jméno totiž není známo a šikibu je označení pro dvorní dámu u císařského dvora. Tou se také skutečně stala poté, co se svým manželem rozešla. Žila pak v sídelním městě Kjótu na dvoře císařovny Šóši. Díky své kráse prožila několik milostných vztahů, především s princem Tametakou (zemřel roku 1002) a poté s jeho bratrem Acumičim, syny císaře Reizei.
Většina informací o jejím životě pochází z jejího poetického deníku Izumi Šikibu nikki (Deník Izumi Šikibu) a z prozaických úvodů k jejím básním typu tanka a waka, které se dochovaly v dodatečně uspořádaných sbírkách Izumi Šikubu šú (Sbírka Izumi Šikibu) a Izumi Šikibu zokušú (Pokračování sbírky Izumi Šikibu). V deníku, který je považován za přední dílo japonské deníkové literatury, popsala svůj vášnivý milostný vztah s princem Acumičim v letech 1003-1004. Její poezie vyniká osobitým jazykem a silnou citovostí, čímž se odlišovala od schematické dekorativnosti básní založených na sbírce Kokinšú, která se začala přežívat. Řada jejích básní byla zařazena do císařské sbírky japonské poezie Gošúišú z roku 1086 a do dalších oficiálních básnických analogií včetně prestižní Šinkokinšú (1201, Nová sbírka starých a současných japonských básní).
Předčasnou smrt svého milence Acumičiho roku 1007 nesla velmi těžce a tento smutek vyjádřila i ve svých básních. Roku 1010 se znovu provdala a odešla od dvora. Další její osudy a ani rok její smrti není znám, poslední oficiální zpráva o ní je z roku 1033.

## Ukázka z poezie
Posviť mi do daleka,

měsíčku nad horami!

Musím už vykročit a jít

po cestě z temnot - temnotami.

přeložila Zdenka Švarcová

## Česká vydání
- Inkoustový měsíc, Votobia, Vranov nad Dyjí 1991, anglické verze japonských originálů do češtiny převedla Jitka Herynková, výbor z básní Ono no Komači a Izumi Šikibu.
- Závoje mlhy - deník a verše dvorní dámy, Paseka, Praha a Litomyšl 2002, přeložila Zdenka Švarcová.
- Čtvero ročních dob, DharmaGaia, Praha 2004, přeložila Zdenka Švarcová.